# علی کنگرلو
علاءالدین کنگرلویی بازیگر، فیلمبردار و متخصص امور فنی سینما اهل ایران است

## فیلمشناسی

### بازیگر
1. اعتراض (۱۳۷۸)
2. کمیته مجازات (۱۳۷۷)
3. دو روی سکه (۱۳۷۱)
4. آواز تهران (۱۳۷۰)
5. سازمان ۴ (۱۳۶۶)
6. تشکیلات (۱۳۶۵)
7. سمندر (۱۳۶۴)
8. ریشه در خون (۱۳۶۳)
9. صاعقه (۱۳۶۳)
10. مشت (۱۳۶۳)
11. سناتور (۱۳۶۲)
12. میرزا کوچک‌خان (۱۳۶۲)
13. سفیر (۱۳۶۱)
14. به دادم برس رفیق (۱۳۵۷)
15. فقط آقا مهدی میتونه (۱۳۵۶)
16. هم‌کلاس (۱۳۵۶)

### گروه فیلمبرداری
1. گیس بریده (۱۳۸۵)
2. محاکمه (۱۳۸۵)
3. تله (۱۳۸۴)
4. زن زیادی (۱۳۸۳)
5. سالاد فصل (۱۳۸۳)
6. شوریده (۱۳۸۳)
7. دختر ایرونی (۱۳۸۱)
8. قاصدک (۱۳۷۵)

### دستیار فیلمبردار
1. سیزده گربه روی شیروانی (۱۳۸۲)
2. مثلث آبی (۱۳۷۸)
3. هامون (۱۳۶۸)
4. دستفروش (اپیزود سوم) (۱۳۶۵)
5. جنجال بزرگ (۱۳۶۳)

### فیلمبردار
1. سازمان ۴ (۱۳۶۶)

### گروه فنی فیلمبرداری
1. سگ‌کشی (۱۳۷۹)
2. اعتراض (۱۳۷۸)
3. جهان‌پهلوان تختی (۱۳۷۶)
4. غریبانه (۱۳۷۶)
5. پاتک (۱۳۷۴)
6. دو روی سکه (۱۳۷۱)
7. آواز تهران (۱۳۷۰)
8. دریا برای تو (۱۳۶۹)
9. راز کوکب (۱۳۶۸)
10. مسافران مهتاب (۱۳۶۶)

### امور فنی
1. آخرین شناسایی (۱۳۷۲)
2. سجاده آتش (۱۳۷۲)
3. تعقیب سایه‌ها (۱۳۶۹)
4. قایقرانان (۱۳۵۱)
5. نواب (۱۳۵۱)

### نورپرداز
1. مدیوم (۱۳۸۷)

### نور
1. تله (۱۳۸۷)
2. نانجیب (۱۳۵۱)

### امور فنی صدا
1. ریشه در خون (۱۳۶۳)

### با تشکر از
1. سرعت (۱۳۷۵)

### گروه فنی
1. بدوک (۱۳۷۰)
2. وصل نیکان (۱۳۷۰)
3. افق (۱۳۶۷)
4. طوبی (۱۳۶۷)
5. تیرباران (۱۳۶۵)